# Тюпин, Игорь Фёдорович
Игорь Фёдорович Тюпин (род. 8 апреля 1971) - российский легкоатлет.

## Карьера
Живёт и тренируется в Омске.
Бронзовый призёр чемпионата России 1998 года. 
Серебряный призёр чемпионата мира в беге на 100 км 1998 года.
Серебряный призёр альпийского марафона (78 км, Швейцария) 1999 года.
Серебряный призёр чемпионата мира в беге на 50 км по шоссе (2000 г.).
Победитель Рождественского полумарафона 2004 года.